# SEGA-AM2
株式会社SEGA-AM2（セガエーエムツー、英: SEGA-AM2 Co.,ltd.、登記上の商号: 株式会社セガ・エイエムツー）は、かつて存在したセガの開発子会社。

## 概要
1990年10月1日設立。セガの体感ゲーム専門開発チームとして発足。開発分室「スタジオ128」、「第八研究開発部」、を経て「第2AM研究開発部」、後に「第2ソフトウェア研究開発部」通称「AM2研」（エイエムにけん）・「AM2」と呼ばれていた一部署だった。発足当初から『アウトラン』、『スペースハリアー』、『バーチャファイター』シリーズなど数多くのヒット作を生み出し、『アウトラン』に登場するヤシの木をモチーフにしたロゴマークとともにゲームファンの間で広く知られていた。
2000年2月18日に、セガ分社化の一環として、第2ソフトウェア研究開発部はCSK総合研究所（CRI）に組織統合されるという形で独立した。この時期に発売された『シェンムー 第一章 横須賀』のクレジットはセガではなくCRIになっていた。
2001年8月1日に、社名をSEGA-AM2と変更。代表取締役社長に鈴木久司、代表取締役に鈴木裕が就任する。後に、鈴木裕は2003年10月1日に新設されたデジタルレックスの社長に就任する。
2004年7月1日に、セガの他の開発子会社であるセガワウ、ヒットメーカー、アミューズメントヴィジョン、スマイルビット、ソニックチーム、デジタルレックスとともに再びセガに統合され、『セガ第二研究開発本部』となった。子会社時代に最後にリリースした作品は『アウトラン2』、『アフターバーナー クライマックス』だった。しかしその後も「AM2」のヤシの木マークは作品に使われ続けている。2006年に株式会社セガR&Dホールディングスに合併し解散。2015年4月1日のセガグループ再編に伴い、『セガ第二研究開発本部』は『セガ第一研究開発本部』共々株式会社セガ・インタラクティブへ継承され、『セガ・インタラクティブ第二研究開発本部』となった。

## 作品リスト
現在の「セガ・インタラクティブ第二研究開発本部」開発作品も含む。

### アーケードゲーム
- アウトトリガー
- アウトラン （『ターボアウトラン』、『アウトラン2』、『2SP』も）
- アフターバーナー （『クライマックス』、『II』(en:After Burner II)も）
- アラビアン・ファイト (en:Arabian Fight)
- エイティーン・ホイーラー
- F355チャレンジ (『2』も)
- F1エキゾーストノート
- F1スーパーラップ
- Quest of Dシリーズ
- ゴーストスカッド
- ザ・キングオブルート66
- GP RIDER (en:GP Rider)
- G-LOC: AIR BATTLE
- シャイニング・フォース クロス
- スカッドレース (en:Sega Super GT)
- ストライクファイター（『アフターバーナー』、『G-LOC』の続編）
- スペースハリアー
- セガネットワーク対戦麻雀MJシリーズ
- ソニック・ザ・ファイターズ
- それいけ!!ココロジー （『2』も）
- ダイナマイトダックス (en:Dynamite Dux)
- CHARGE'N BLAST
- デイトナUSA（『2』(en:Daytona USA 2)も）
- デザートタンク (Desert Tank)
- 初音ミク Project DIVA Arcade
- バーニングライバル
- バーチャコップシリーズ （『1』から『3』まで）
- バーチャストライカーシリーズ（『1』から『2 ver.'98』まで）
- バーチャファイターシリーズ （『リミックス』以外のマイナーバージョンアップを含むシリーズ全て）
- バーチャレーシング
- ラッドモビール
- パワードリフト
- ハングオン （『スーパーハングオン (en:Super Hang-On)も）
- ビーチスパイカーズ (en:Beach Spikers)
- ファイティングバイパーズ （『2』も）
- R-TUNED：Ultimate Street Racing
- ボーダーブレイク
- 艦これアーケード
- ソウルリバース

### マスターシステム
（全て他の部署開発）
- アウトラン
- アフターバーナー
- スペースハリアー
- スペースハリアー3D
- ダイナマイトダックス

### メガドライブ
- アウトラン（シムス開発（(株)ヘルツが孫請け）
- アフターバーナーII（電波新聞社開発）
- G-LOC（他部署開発）
- スペースハリアーII (en:Space Harrier II)他部署開発）
- バーチャファイター2
- バーチャレーシング
- ヴァーミリオンen:Sword of Vermilion (A.K.A. Vermilion in Japan)
- レンタヒーロー

### スーパー32X
- アフターバーナーコンプリート（ゲームのるつぼ開発）
- スペースハリアー（ゲームのるつぼ開発）
- バーチャファイター
- バーチャレーシングデラックス

### ゲームギア
- G-LOC
- アウトラン
- スペースハリアー

### セガサターン
- 安室奈美恵 デジタルダンスミックス
- ファイターズメガミックス
- ファイティングバイパーズ
- セガエイジス ：『アフターバーナーII』、『アウトラン』、『パワードリフト』
- セガエイジスVol.2： 『スペースハリアー』
- バーチャコップ (1,2)
- バーチャファイター （1、2、キッズ、CGポートレートシリーズ）

### ドリームキャスト
- アウトトリガー
- エイティーン・ホイーラー
- F355チャレンジ
- シェンムー （一章横須賀、II）
- バーチャコップ2
- バーチャファイター3tb（GENKI開発）
- ファイティングバイパーズ2
- プロペラ・アリーナ （発売中止、en:Propeller Arena）

### Xbox
- アウトラン2
- アウトラン2006

### ゲームキューブ
- エイティーン・ホイーラー
- バーチャファイター サイバージェネレーション 〜ジャッジメントシックスの野望〜
- ビーチスパイカーズ

### PlayStation 2
- アウトラン2006
- エアロダンシング4: New Generation
- エイティーン・ホイーラー
- F355チャレンジ
- ザ・キングオブルート66
- バーチャコップ リバース
- バーチャファイター4 （無印、Evolution）
- バーチャファイター サイバージェネレーション 〜ジャッジメントシックスの野望〜
- 超時空要塞マクロス

### PlayStation Portable
- アフターバーナー ブラックファルコン （en:After Burner: Black Falcon、日本未発売）

### Wii
- ゴーストスカッド

### PlayStation 3
- バーチャファイター5

### PlayStation 4
- ボーダーブレイク

### Xbox 360
- バーチャファイター5 Live Arena

### ニンテンドー3DS
- 初音ミク and Future Stars Project mirai（2012年）
- 初音ミク Project mirai 2（2013年）

### Nintendo Switch
- 初音ミク Project DIVA MEGA39's(2020年)

### PCゲーム
- アウトラン2006 (en:OutRun 2006: Coast 2 Coast)
- バーチャスカッド （『バーチャコップ』移植）
- バーチャスカッド2 （『バーチャコップ2』移植）
- バーチャファイター (1,2)

### スマートフォンアプリ
- ソウルリバースゼロ